# Mỹ Trung, Cái Bè
Mỹ Trung là một xã thuộc huyện Cái Bè, tỉnh Tiền Giang, Việt Nam.

## Địa lý
Xã Mỹ Trung tiếp giáp xã Hậu Mỹ Bắc A, xã Thiện Trung ở phía đông, tiếp giáp xã Mỹ Lợi B và xã Mỹ Tân ở phía nam, tây và bắc tiếp giáp xã Phú Điền, huyện Tháp Mười, tỉnh Đồng Tháp.
Các kênh, rạch chảy qua địa bàn xã gồm: Kênh 1, Kênh 2, Kênh 3, Kênh 4, Kênh 5, Kênh 20, Kênh 28, Kênh 300, Kênh 1000, Kênh 2 Tuấn, Kênh 6 - Bằng Lăng, Kênh 6 Đàn, Kênh 500 - Bằng Lăng, Kênh Nguyễn Văn Tiếp B, Kênh Sáu Khanh, Kênh Tám Thước, Kênh Trà, Kênh Tư Cơ.

## Hành chính
Xã có diện tích 24,75 km², dân số năm 2008 là 8.200 người, mật độ 331 người/km².
Xã Mỹ Trung được chia thành 4 ấp:
- Mỹ Hiệp
- Mỹ Hòa
- Mỹ Thị A
- Mỹ Thị B

## Lịch sử
Ngày 11 tháng 12 năm 1939, làng Mỹ Trung lập nên từ việc nhập đất đai của 3 làng Mỹ Đức Tây, Mỹ Lợi, Mỹ An.
Cho đến trước năm 1945, vùng thuộc làng Mỹ Đức Tây.
Ngày 3 tháng 8 năm 1951, lực lượng Việt Minh phục kích diệt một trung đội lính Âu-Phi và đánh chìm 1 tàu chiến nhỏ của quân Pháp gần Ngã Sáu.
Năm 1956, Mỹ Trung thuộc tổng Phong Thạnh, đến 22 tháng 10 thì giải thể.
Ngày 20 tháng 7 năm 1960, 15.000 người ở Mỹ Trung biểu tình chống chính phủ, họ đã đi dọc theo kênh 28.
Trong chiến tranh Việt Nam, vào năm 1967, Mỹ và chính quyền Việt Nam Cộng hòa đã xây dựng tại Mỹ Trung một căn cứ quân sự lớn thường gọi là yếu khu Ngã Sáu, đồn trú tại đây 1 tiểu đoàn bảo an với 250 lính, trang bị cả pháo binh hạng nặng nhằm khống chế vùng Đồng Tháp Mười.
Từ ngày 11 đến 13 tháng 3 năm 1975, quân Giải phóng miền Nam đã mở chiến dịch tấn công bao vây và hạ yếu khu Ngã Sáu. Đây là trận đánh lớn cuối cùng trong chiến tranh Việt Nam trên địa bàn Tiền Giang.
Sau ngày 30 tháng 4 năm 1975, tái lập xã Mỹ Trung thuộc Mỹ Tho, Tiền Giang.

## Di tích
Gần chợ xã là Khu di tích chiến thắng Ngã Sáu – Bằng Lăng là di tích lịch sử – văn hóa cấp tỉnh.

## Kinh tế – Xã hội
Đường quan trọng trong xã là đoạn cuối của tỉnh lộ 863, hoàn toàn trải nhựa, đường chạy cặp theo Kênh 28. Hầu hết các đường khác trong xã đều được đổ đan. Kinh tế của xã chủ yếu là trồng lúa theo mô hình kết hợp lúa - cá, các cánh đồng lúa được nuôi kết hợp các giống cá: rô đồng, trê lai, sặc rằn, mè, trắm, rô phi dòng gifl,... Diện tích lúa 3 vụ là 1.545 ha. Ngoài ra xã còn tổ chức mô hình cánh đồng 300 ha. Xã có Hợp tác xã nông nghiệp Nguyễn Văn Thạnh, với 520 thành viên và diện tích sản xuất trên 500 ha. Dân cư sống dọc theo các đường liên ấp, chạy dọc các bờ kênh, ngoài lúa còn trồng mít, chuối,...quanh nhà. Về lĩnh vực chăn nuôi, Mỹ Trung có tổng đàn heo 16.000 con, đàn bò 120 con, đàn dê 220 con, đàn gia cầm 103.000 con.
Diện tích đất tự nhiên 2.416,4690 ha.
|  | Loại đất            | Diện tích (hecta) | Chú thích |
|  | ------------------- | ----------------- | --------- |
|  | Trồng lúa           | 1.874,8513        | [ 4 ]     |
|  | Vườn cây            | 294,2613          | [ 4 ]     |
|  | Thổ cư              | 306,6             | [ 4 ]     |
|  | Nuôi trồng thủy sản | 1,95              | [ 4 ]     |
|  | Chưa khai thác      | 7,7133            | [ 4 ]     |
|  | Rừng                | 0                 |           |

Trung tâm mua bán của xã là chợ Mỹ Trung nằm ở phía tây, đoạn cuối của tỉnh lộ 863, ngay Ngã Sáu (điểm giao của 6 con kênh), đối diện với chợ xã Phú Điền, huyện Tháp Mười, tỉnh Đồng Tháp. Cây cầu dây văng dầm thép Khang Nhật bắc qua Kênh 28 là cây cầu lớn nhất và quan trọng nhất xã, được xây dựng và khánh thành vào năm 2017, phục vụ 15.000 lượt người qua lại mỗi ngày.

## Dân số – xã hội
Dân số năm 1999 là 7.845 người, mật độ dân số đạt 317 người/km². Năm 2008, dân số xã là 8.200 người, thuộc 1.781 hộ gia đình. Vào năm 2004, tỉ lệ sinh: 1,25%; tỉ lệ tử: 0,42%.

### Giới tính
| \| \| Giới tính \| Số dân \| Chú thích \| \| \| --------- \| ------ \| --------- \| \| \| Nam \| 3.593 \| [4] \| \| \| Nữ \| 4.607 \| [4] \| | Tỉ lệ nam (43.82%) Tỉ lệ nữ (56.18%) |        |           |
| | Giới tính                            | Số dân | Chú thích |
| | Nam                                  | 3.593  | [ 4 ]     |
| | Nữ                                   | 4.607  | [ 4 ]     |

### Dân tộc
| \| \| Dân tộc \| Số người \| Chú thích \| \| \| ------- \| -------- \| --------- \| \| \| Kinh \| 8.200 \| [4] \| \| \| Hoa \| 0 \| [4] \| | Kinh (100.00%) khác (00.00%) |          |           |
| | Dân tộc                      | Số người | Chú thích |
| | Kinh                         | 8.200    | [ 4 ]     |
| | Hoa                          | 0        | [ 4 ]     |

Toàn xã có 10 bà mẹ Việt Nam Anh hùng, 195 liệt sĩ, 55 thương binh, 6 gia đình có công với nước, 262 huân chương của tập thể và cá nhân.

## Ảnh

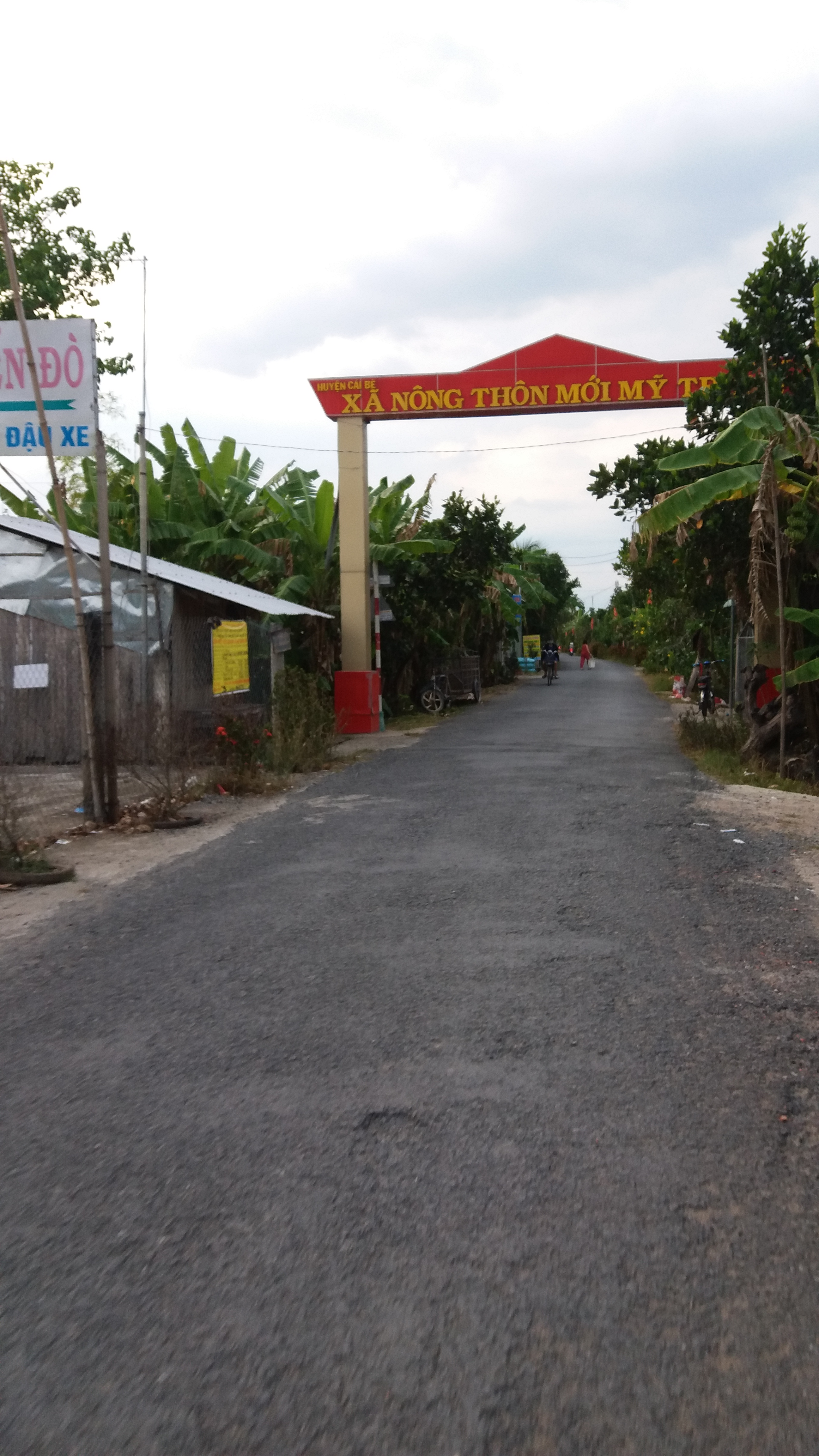
cổng chào vào xã.
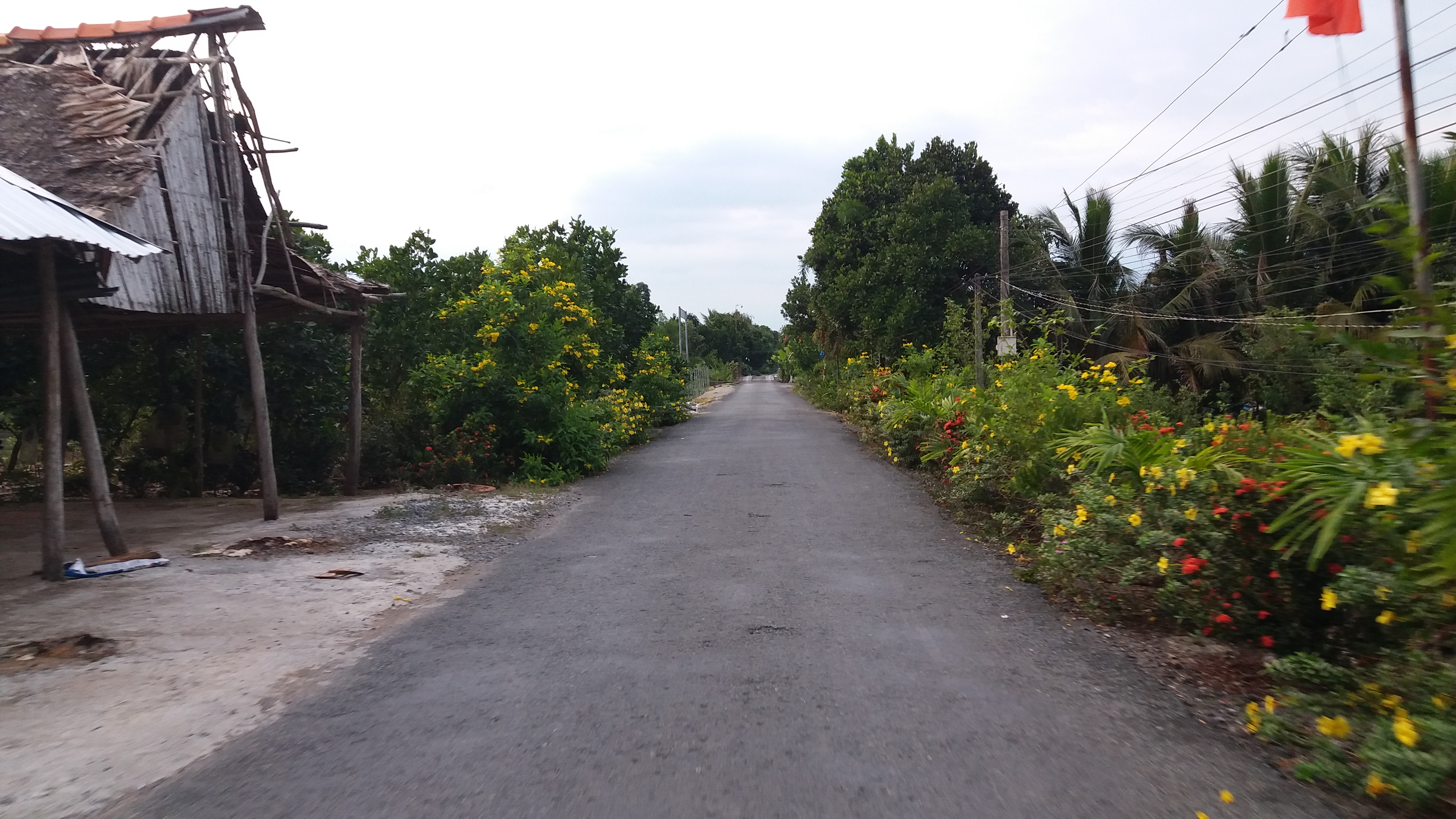
Tỉnh lộ 863 qua xã.
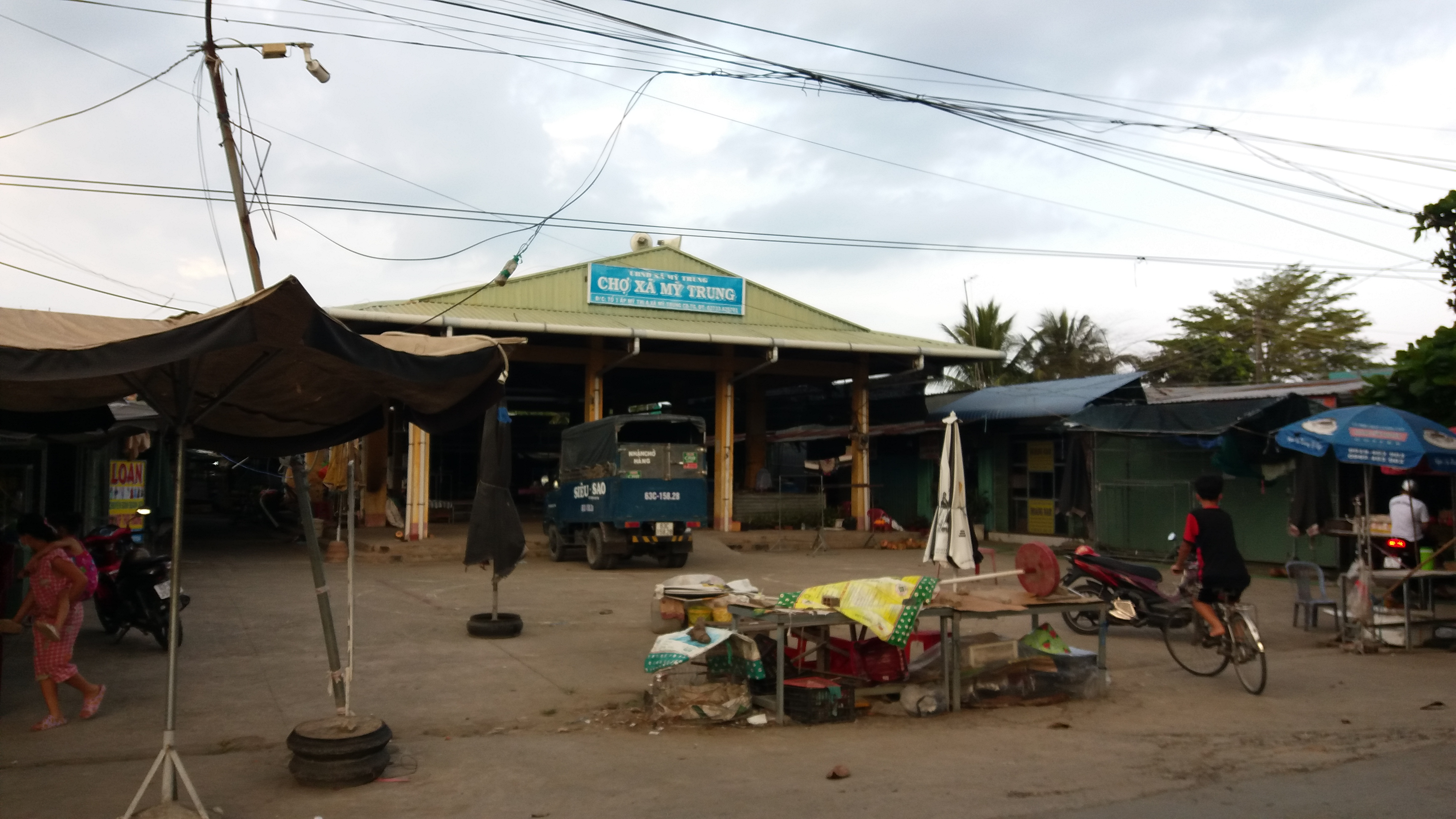
chợ Mỹ Trung.
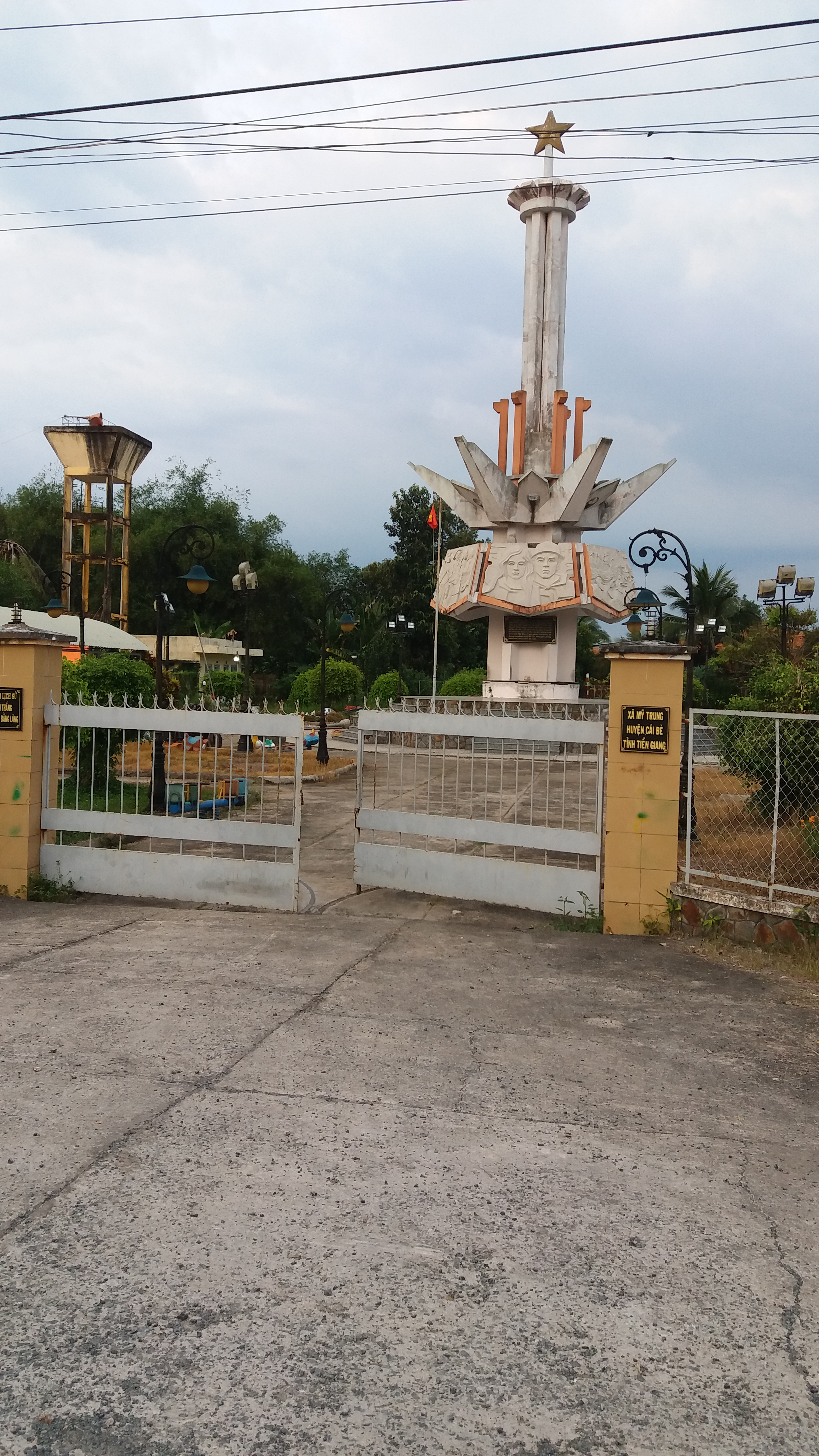
Khu di tích chiến thắng Ngã Sáu – Bằng Lăng.

### Sách
- Đảng cộng sản Việt Nam. Tỉnh ủy Tiền Giang. Ban thường vụ (1985). Lịch sử đảng bộ tỉnh Tiền Giang sơ thảo, Tập 1. Ban nghiên cứu lịch sử Đảng.
- Ban tuyên giáo tỉnh ủy Tiền Giang và Trung tâm Unesco thông tin tư liệu lịch sử và văn hóa Việt Nam (2005). Địa chí Tiền Giang, Tập 1.
- Lê Hồng Lĩnh (2006). Cuộc đồng khởi kỳ diệu ở miền Nam Việt Nam, 1959-1960. NXB Đà Nẵng.
- Từ điển địa danh lịch sử quân sự. NXB Quân đội nhân dân. 2006.